# Thinopyrum junceum
Elymus farctus es una especie de hierba conocida por el nombre común de grama de la arena. Se encuentra en Europa y Asia de clima templado, y crece a partir de rizomas.

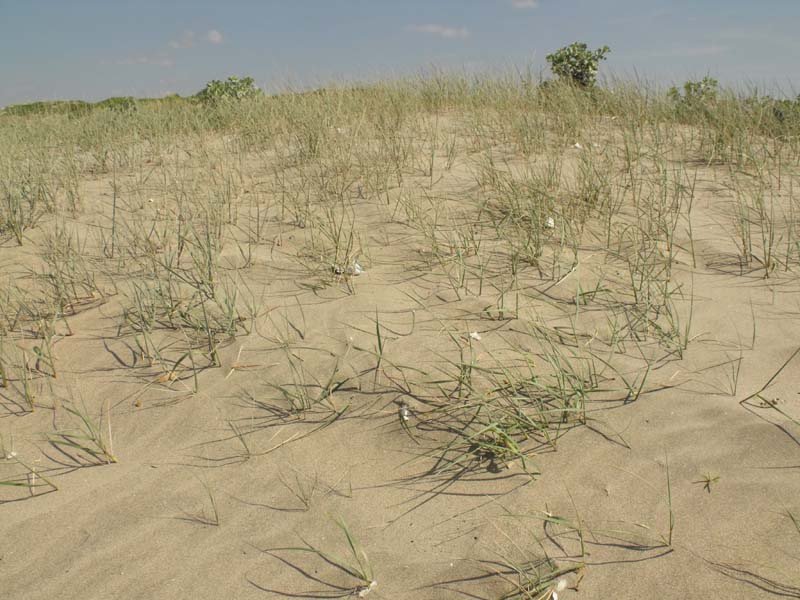
En su hábitat

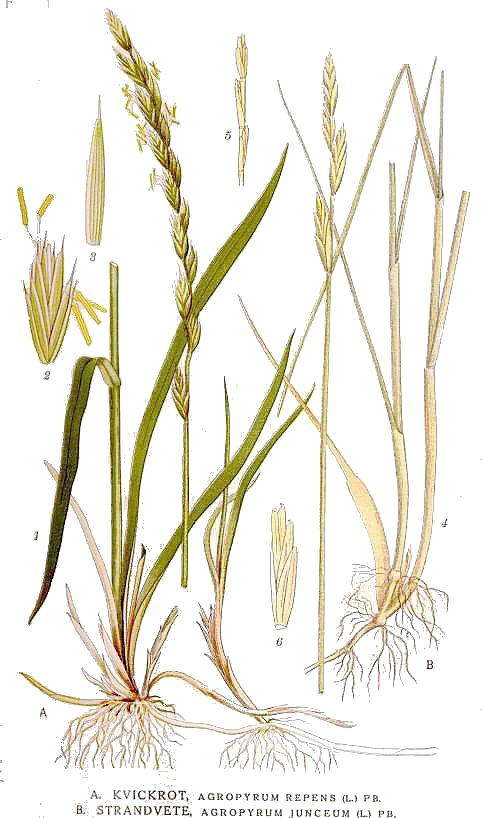
Ilustración

Un pariente del trigo, E. farctus es tolerante a los suelos salobres. Una hibridación de los dos crea una variedad de trigo tolerante a la sal.

## Taxonomía
Elymus farctus fue descrita por (Viv.) Runemark ex Melderis y publicado en Botanical Journal of the Linnean Society 76(4): 382. 1978.
Etimología
Elymus: nombre genérico que deriva del griego Elumos: nombre griego antiguo para un tipo de grano.
farctus: epíteto
Variedades aceptadas
- Elymus farctus subsp. bessarabicus (Savul. & Rayss) Melderis
- Elymus farctus subsp. rechingeri (Runemark) Melderis

Sinonimia
- Agropyron farctum Boiss.
- Agropyron farctum (Viv.) Rothm.
- Agropyron × hackelii Druce
- Agropyron junceiforme (Á.Löve & D.Löve) Á.Löve & D.Löve
- Agropyron junceum (L.) P.Beauv.
- Agropyron sartorii (Boiss. & Heldr.) Grecescu
- Braconotia juncea (L.) Godr.
- Bromus truncatus Scop.
- Elymus junceiformis (Á.Löve & D.Löve) Hand & Buttler
- Elymus multinodus Gould
- Elymus striatulus Runemark
- Elytrigia farcta (Viv.) Holub
- Elytrigia juncea (L.) Nevski
- Elytrigia junceiformis Á.Löve & D.Löve
- Elytrigia mediterranea (Simonet) Prokudin
- Elytrigia sartorii (Boiss. & Heldr.) Holub
- Elytrigia striatula (Runemark) Holub
- Festuca juncea (L.) Moench
- Frumentum junceum (L.) E.H.L.Krause
- Thinopyrum junceiforme (Á.Löve & D.Löve) Á.Löve
- Thinopyrum junceum (L.) Á.Löve
- Thinopyrum runemarkii Á.Löve
- Thinopyrum sartorii (Boiss. & Heldr.) Á.Löve
- Triticum farctum Viv.	basónimo
- Triticum glaucum Link
- Triticum junceum L.
- Triticum litoreum Brot.
- Triticum sartorii (Boiss. & Held.) Boiss. & Heldr. ex Nyman[5]